# Knud Bruun Jensen
Knud Bruun Jensen (2. juli 1929 - 21. april 2015) var en dansk roer fra Aarhus.
Jensen var med i den danske firer uden styrmand, der sluttede på en samlet 13. plads ved OL 1952 i Helsinki. Carl Nielsen, Harry Nielsen og Paul Locht udgjorde resten af bådens besætning.
Jensen døde i april 2015 efter længere tids sygdom, 85 år gammel.